# Drepanojana fasciata
Drepanojana fasciata är en fjärilsart som beskrevs av Aurivillius 1893. Drepanojana fasciata ingår i släktet Drepanojana och familjen Eupterotidae. Inga underarter finns listade i Catalogue of Life.